# 平山徳男
平山 徳男（ひらやま のりお、1963年8月14日 - ）は、東京都出身のプロゴルファー。

## 来歴
1987年にプロ入りし、ゼンリン福岡オープンでは田中泰二郎・吉村金八・草野忠重・手嶋啓二を抑えて優勝。
1988年のミズノプロ新人では初日・最終日共に69をマークして優勝し 、1998年のJCBクラシック仙台を最後にレギュラーツアーから引退。
現在はPGAジュニア委員会委員。

## 主な優勝
- 1987年 - ゼンリン福岡オープン
- 1988年 - ミズノプロ新人